# Virovitica
Virovitica este un oraș în cantonul Virovitica-Podravina, Croația, având o populație de 21.291 de locuitori (2011).

## Demografie
Componența etnică a orașului Virovitica
     Croați (94,31%)
     Sârbi (3,45%)
     Necunoscut (0,57%)
     Neclasificat (1,42%)
Componența confesională a orașului Virovitica
     Catolici (89,98%)
     Fără religie și atei (3,1%)
     Ortodocși (3,02%)
     Necunoscută (2%)
     Alte religii (1,88%)
Conform recensământului din 2011, orașul Virovitica avea 21.291 de locuitori. Din punct de vedere etnic, majoritatea locuitorilor (94,31%) erau croați, cu o minoritate de sârbi (3,45%). Apartenența etnică nu este cunoscută în cazul a 0,57% din locuitori. Din punct de vedere confesional, majoritatea locuitorilor (89,98%) erau catolici, existând și minorități de persoane fără religie și atei (3,1%) și ortodocși (3,02%). Pentru 2,0% din locuitori nu este cunoscută apartenența confesională.